# Рава-Русская
Ра́ва-Ру́сская (укр. Рава-Руська) — город во Львовском районе Львовской области Украины. Административный центр Рава-Русской городской общины.

## География
Город расположен на восточных краях Расточья (в месте удобного через него перехода) над рекой Ратой, возле западной границы Украины. Современная территория города Рава-Русская составляет 850 га. Территория вытянута в долготном направлении, что обусловлено природными элементами его окраин, имеет смешанное планирование: в центральной части лучевое, а на предместьях — прямоугольное. Общая длина улиц составляет 27 км, в том числе магистральных — 10 км. Средняя ширина улиц 5 — 6 м. Рава-Русская не имеет выраженного центра с площадью. Центральная городская площадь с ратушей во время Второй мировой войны была разрушена. Ныне центром считается перекрёсток улиц Львовской, Грушевского и Коновальца.

## Население
По данным переписи 2001 года, украинцы составляли 96,23 % населения города, русские — 2,54 %.

### Языковой состав
Родной язык населения по данным переписи 2001 года:
| Язык       | Численность, чел. | Доля     |
| ---------- | ----------------- | -------- |
| Украинский | 7 904             | 96,87 %  |
| Русский    | 220               | 2,70 %   |
| Другое     | 35                | 0,43 %   |
| Итого      | 8 159             | 100,00 % |

Украинский язык является основным и единственным официальным языком города.

## История

### От основания города до 1920 года
Впервые в документах Рава-Русская упоминается в XV столетии. Белзский и мазовецкий князь Владислав I в 1455 году назвал именем своего мазовецкого владения небольшой населённый пункт на реке Рата, с приложением слова «Русская» для отличия от Равы-Мазовецкой, ныне расположенной на территории Польши, и по населявшим местность русинам.
Рава-Русская приобрела большее значение в XVII столетии. Этому оказывало содействие то, что через неё проходил торговый путь с востока на запад. В городе развивались разные ремёсла и торговля, в чём были заинтересованы не только местная шляхта и городская верхушка, но и польский король. Именно поэтому в 1622 году городу были предоставлены привилегии на проведение ежегодных ярмарок. В ходе русско-польской войны (1654—1667) была взята войском воеводы Петра Потёмкина в 1655 году.
В 1698 году здесь происходила встреча русского царя Петра І, который возвращался из Вены, и польского короля Августа ІІ, который шёл во главе войск против турецкого султана. 3 августа 1698 года монархи договорились об общих действиях против шведов.
В 1704 году в Раве-Русской встречались шведский король Карл XII с польским королём Станиславом Лещинским. Короли согласовали свои планы в борьбе против русского царя Петра I. В 1716 году происходили переговоры между Лещинским и Августом ІІ.
Значительное оживление в развитии города наблюдалось в связи со строительством в 1887 году железнодорожных путей Сокаль — Ярослав и Львов — Белжец. Рава-Русская стала железнодорожным узлом и типичным небольшим городком с мелким частным производством и торговлей. В городе действовали лишь небольшие предприятия: лесопилка с 32 рабочими, шпалозавод, свечная фабрика, кирпичный завод. В то время не было ни канализации, ни водопровода, ни одного культурно-образовательного учреждения, вместе с тем был костёл, церковь, два монастыря, синагога, 16 часовен и 14 корчм. В Раве-Русской некоторое время жил и работал украинский писатель и общественный деятель Лесь Мартович.
2 сентября 1914 — 11 сентября 1914 года проходило сражение между русскими войсками Юго-Западного фронта и австро-венгерскими войсками Восточного фронта во время Первой мировой войны, которое являлось составной частью Галицийской битвы 1914 года. Завершилось победой русских войск.
В 1919 году в Раве-Русской происходили упорные бои І Корпуса Украинской Галицкой армии с польским войском.

### Польская Республика
С 23 декабря 1920 года до 4 декабря 1939 года в Львовском воеводстве Польской Республики. Центр Рава-Русского повята.
1 сентября 1939 года германские войска напали на Польскую Республику, началась Польская кампания вермахта.
17 сентября 1939 года Красная Армия Советского Союза вступила на территорию восточной Польши — Западной Украины, и 28 сентября 1939 года был подписан Договор о дружбе и границе между СССР и Германией.
27 октября 1939 года установлена Советская власть.

### Украинская ССР
В 1939 году Рава-Русская, вместе с другими западноукраинскими землями 14 ноября, вошла в состав УССР Союза Советских Социалистических Республик. После установления советской власти город начал интенсивно развиваться. Был приведён в порядок спиртово-консервный завод, шпалопропиточный завод, промкомбинат и другие предприятия. В городе были налажены демонстрация кинофильмов, открыта библиотека, налажена телефонная связь с областным центром и окружающими районами.
В 1940 году в городе был заложен новый парк культуры, почти все дети школьного возраста были охвачены обучением, открыта вечерняя школа для взрослых, налажено медицинское обслуживание населения.
На протяжении 1940—1941 годов горожане выходили на субботники для сооружения укрепрайона Равы-Русской. Эти укрепления сыграли значительную роль в годы Великой Отечественной войны. На протяжении первых четырёх дней немцы вели жестокие бои вокруг Равы-Русской и лишь на пятый день войны им удалось прорвать оборону и захватить город 26 июня 1941 года (27 июня). Началась длительная оккупация гитлеровской Германией.
После вторжения на территорию Рава-Русского района 27 июня 1941 года нацисты организовали массовое уничтожение мирного населения, а также военнопленных, которые находились в лагере «Шталаг 325»-Рава-Русская. Во время оккупации в Рава-Русском районе было уничтожено 17 500 мирных жителей, в лагере военнопленных «Шталаг 325» (полевая почта № 08409) — 18000, вывезено из Рава-Русского района на «фабрику смерти» в г. Белжец — 6000, а всего уничтожено 41 500 человек. В городе было уничтожено 17 000 евреев, а 13 000 поляков вывезены в Германию. Немцы разрушили шахту по добыче бурого угля, шпалопропиточный завод и другие предприятия города. До оккупации в Раве-Русской насчитывался 1101 жилой дом, после — 852. .
20 июля 1944 года освобождён советскими войсками 1-го Украинского фронта в ходе Львовско-Сандомирской наступательной операции 13.07-29.08.1944 г.:
- 13-й армии — части войск 6-й гв. сд (генерал-майор Онуприенко, Дмитрий Платонович) 27-го ск (генерал-майор Черокманов, Филипп Михайлович).[10]
- 8-й воздушной армии — 7-го истребительного авиакорпуса (генерал-майор авиации Утин, Александр Васильевич) в составе: 9-й гвардейской истр.авиадивизии (полковник Покрышкин, Александр Иванович), части войск 304-й истр.авиадивизии (полковник Грисенко, Александр Иванович); части войск 4-й гв. штурм.авиадивизии (полковник Сапрыкин, Валентин Филиппович) 5-го гв. штурм.авиакорпуса (генерал-майор авиации Каманин, Николай Петрович).[9]

Войскам, участвовавшим в освобождении городов Рава-Русская и Владимир-Волынский, приказом Верховного Главнокомандующего от 20 июля 1944 года объявлена благодарность и в г. Москве дан салют 20-ю артиллерийскими залпами из 224 орудий.
Приказом Верховного Главнокомандующего И. В. Сталина в ознаменование одержанной победы присвоено наименование «Рава-Русских»:,
- 16-я штурмовая инженерно-сапёрная бригада (полковник Кордюков, Борис Константинович)
- 20-я отдельный моторизованный понтонно-мостовой батальон (майор Петухов, Игнатий Павлович)
- 93-й гвардейский штурмовой авиационный полк (подполковник Шумский, Константин Мефодиевич)
- 95-й гвардейский штурмовой авиационный полк (подполковник Федотов, Пётр Федотович)
- 108-й гвардейский штурмовой авиационный полк (подполковник Топилин, Олег Владимирович)

После войны начала восстанавливаться инфраструктура города: предприятия, учреждения, здания. В 1970-х годах действовали две средние общеобразовательные школы, средняя школа-интернат, восьмилетняя школа, вечерняя и заочная школы, городское профтехучилище № 60, дом культуры, дом пионеров, кинотеатр, театр народного творчества на общественных началах, библиотека для взрослых, библиотека для детей, почтовое отделение связи, сберегательная касса, филиал Госбанка, городская больница, аптека, поликлиника, железнодорожная больница, промкомбинат, павильон бытобслуживания, пищекомбинат, спиртзавод, маслозавод, шпалопропиточный завод, лесхоззаг, железнодорожная и автобусная станции, железнодорожное депо, завод строительных материалов, автотранспортное предприятие № 13073, автоклуб, городская типография, ветеринарная аптека, ветеринарная больница, мясоубойный пункт Львовского мясокомбината, баня, отель, парикмахерская, городское потребительское общество, ателье по ремонту телевизоров и радиоаппаратуры, универмаг, гастроном, ресторан, столовая, молочный, хлебный и мясной магазины, пекарня, Рава-Русский карьер Николаевского цементного завода.
После распада СССР город находится в составе независимой Украины.

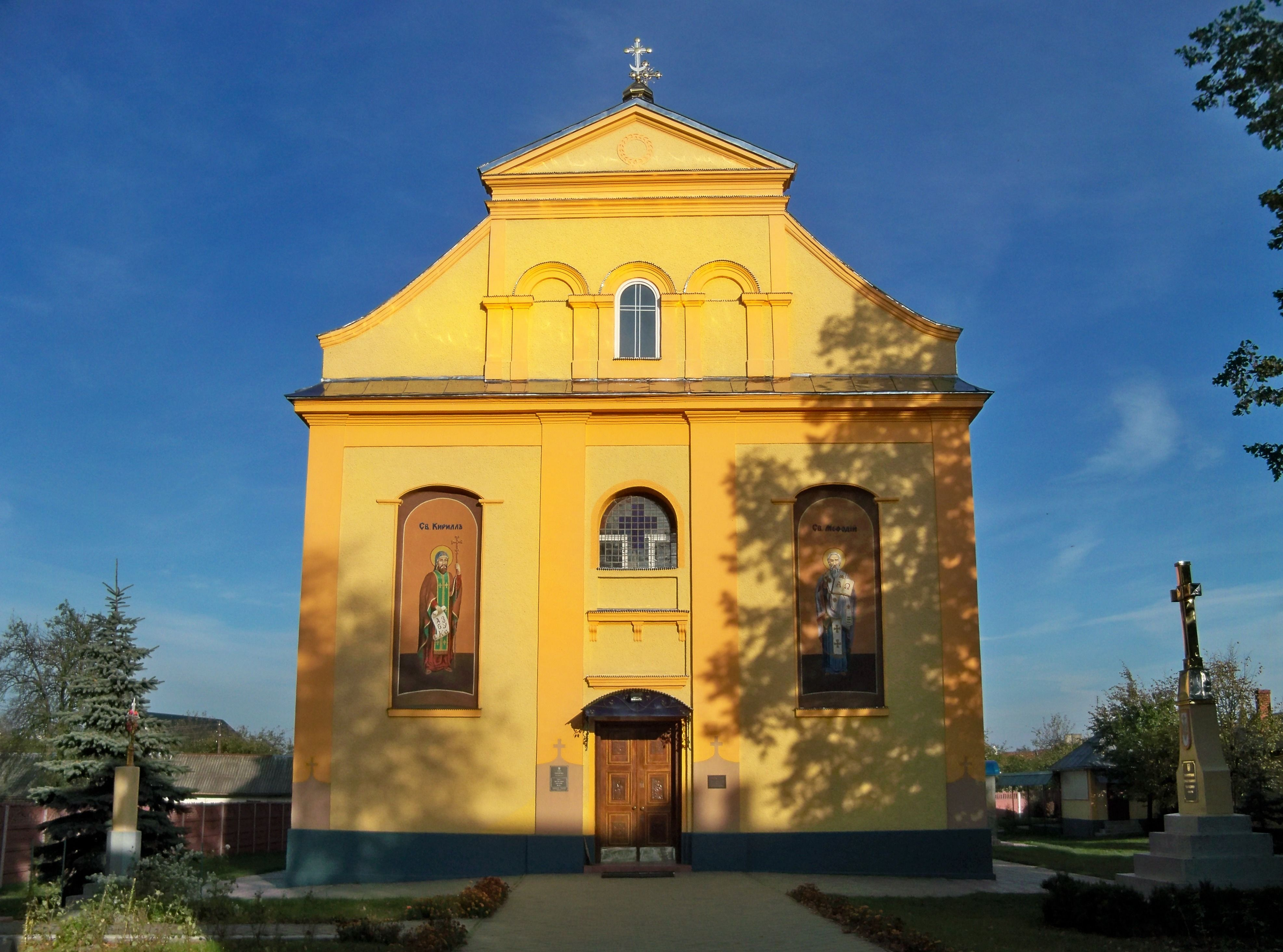
Церковь Св. Юрия
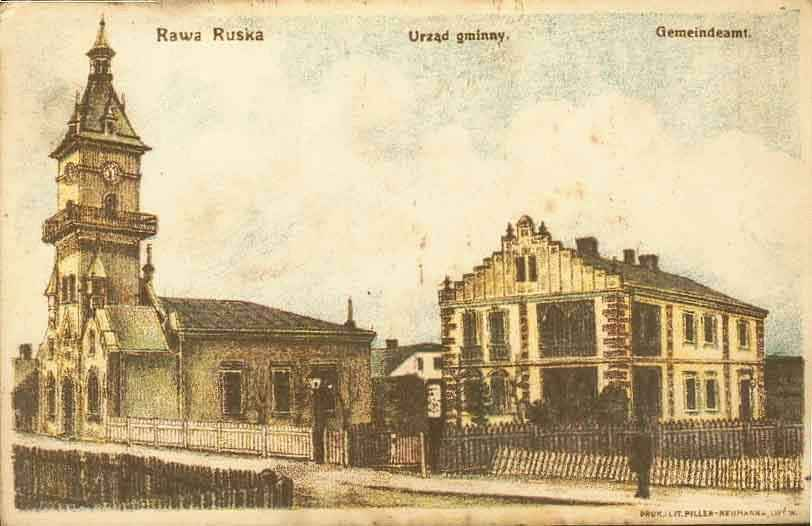
Равва-Русская в 19 веке
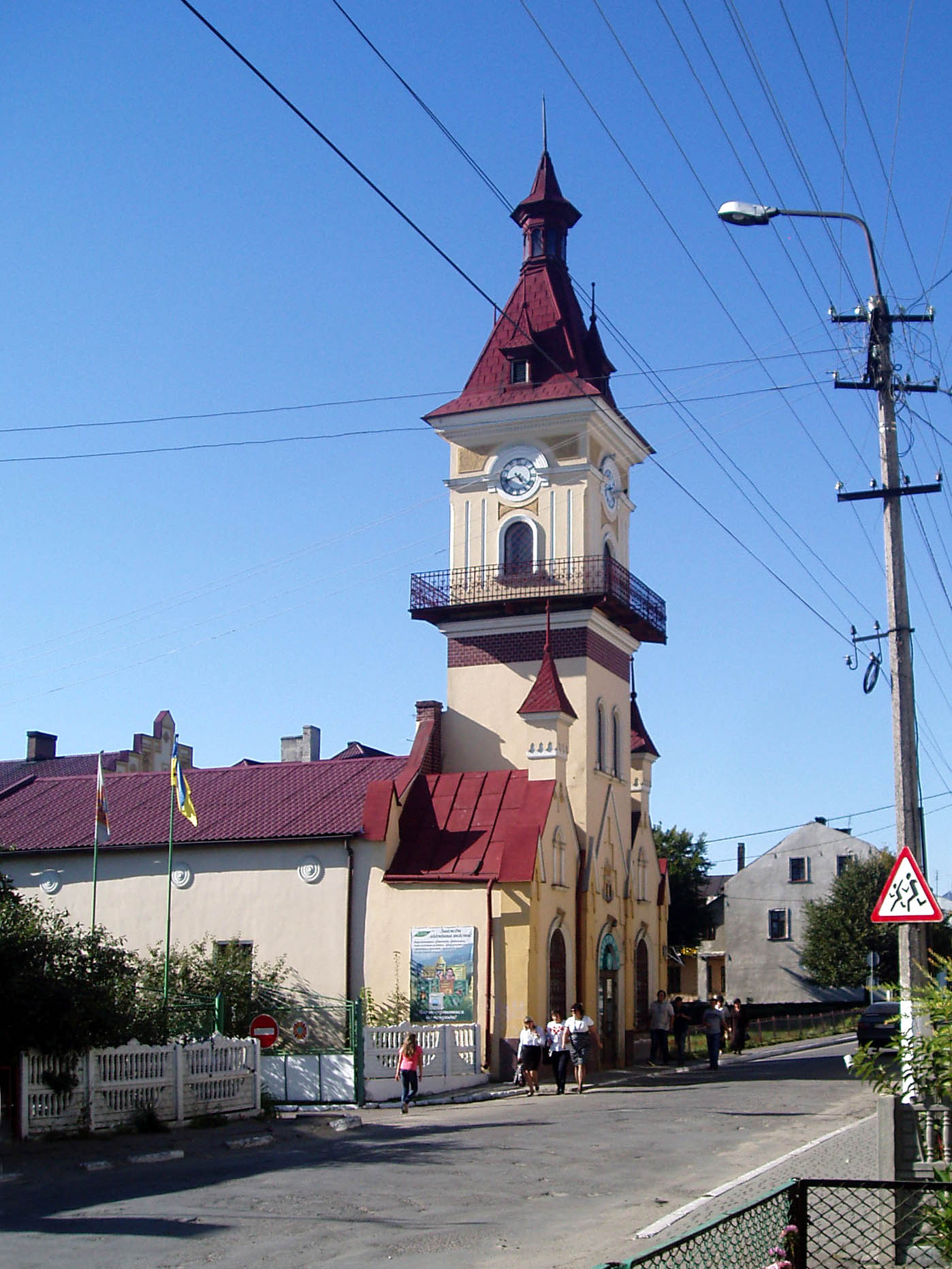
Городская ратуша
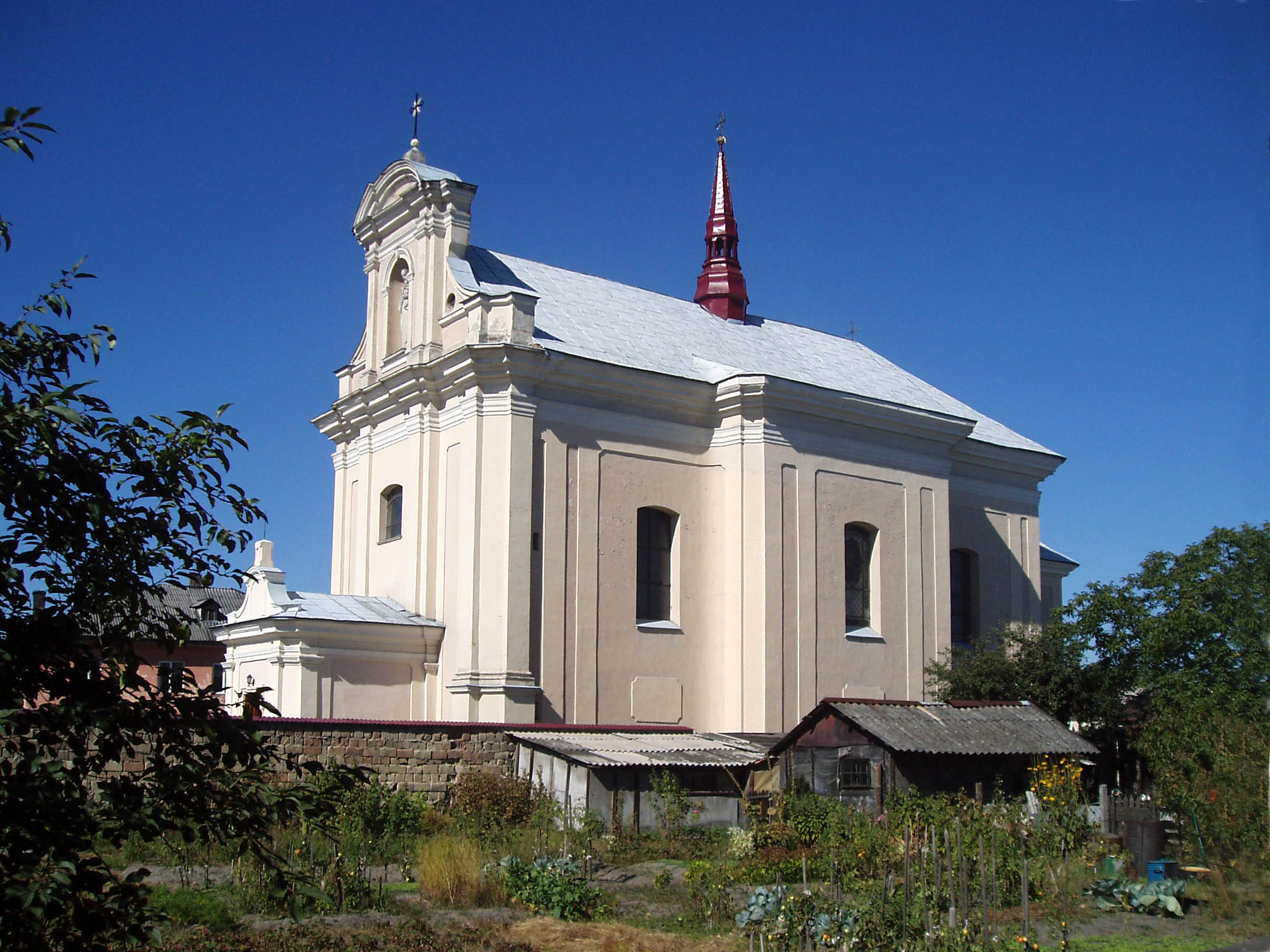
Костел Св. Иосифа
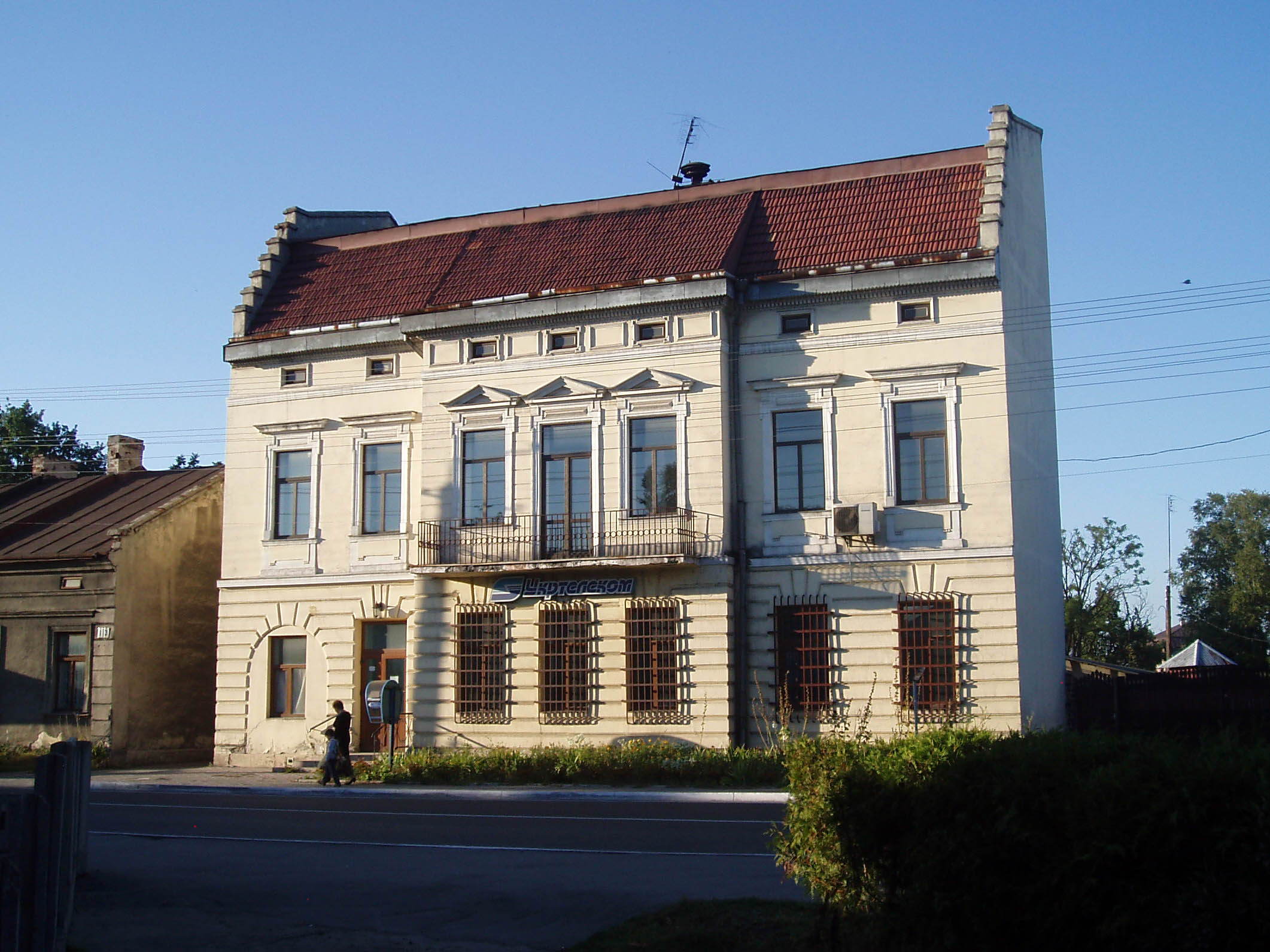
Ул. Львовская

## Экономика
Шпалопропиточный завод — крупнейшее предприятие города, одно из немногих предприятий химической обработки дерева для технических сооружений на западе Украины. Специализация завода заключается в пропитке шпал, брусьев и столбов для электрических и телеграфных линий. Он основан в 1924 году и сейчас подчинен Львовской железной дороге. Завод выпускает почти половину валовой продукции города. В годы Великой Отечественной войны завод был разрушен, а оборудование было вывезено в Германию. Вследствие этого завод был вновь запущен лишь в 1946 году. Продукция завода экспортируется за рубеж.
Наибольшим предприятием пищевой промышленности Рава-Русской является маслозавод, основанный в 1928 году. Он занимает площадь 1,5 га и расположен по ул. Пушкина.
Третьим предприятием по объёму валовой продукции является спиртовой завод, созданный на базе старой спирто-консервной фабрики. Продукция отправляется на другие предприятия пищевой, химической, фармацевтической промышленности Украины.
В 1992 году состоялось открытие Рава-Русской таможни, которая стала одной из наибольших таможен Западной Украины. В 2018—2019 годах пограничный пункт пропуска между Польшей и Украиной «Гребенное — Рава-Русская» планируются расширить для проведения пешего и велосипедного контроля.

## Достопримечательности

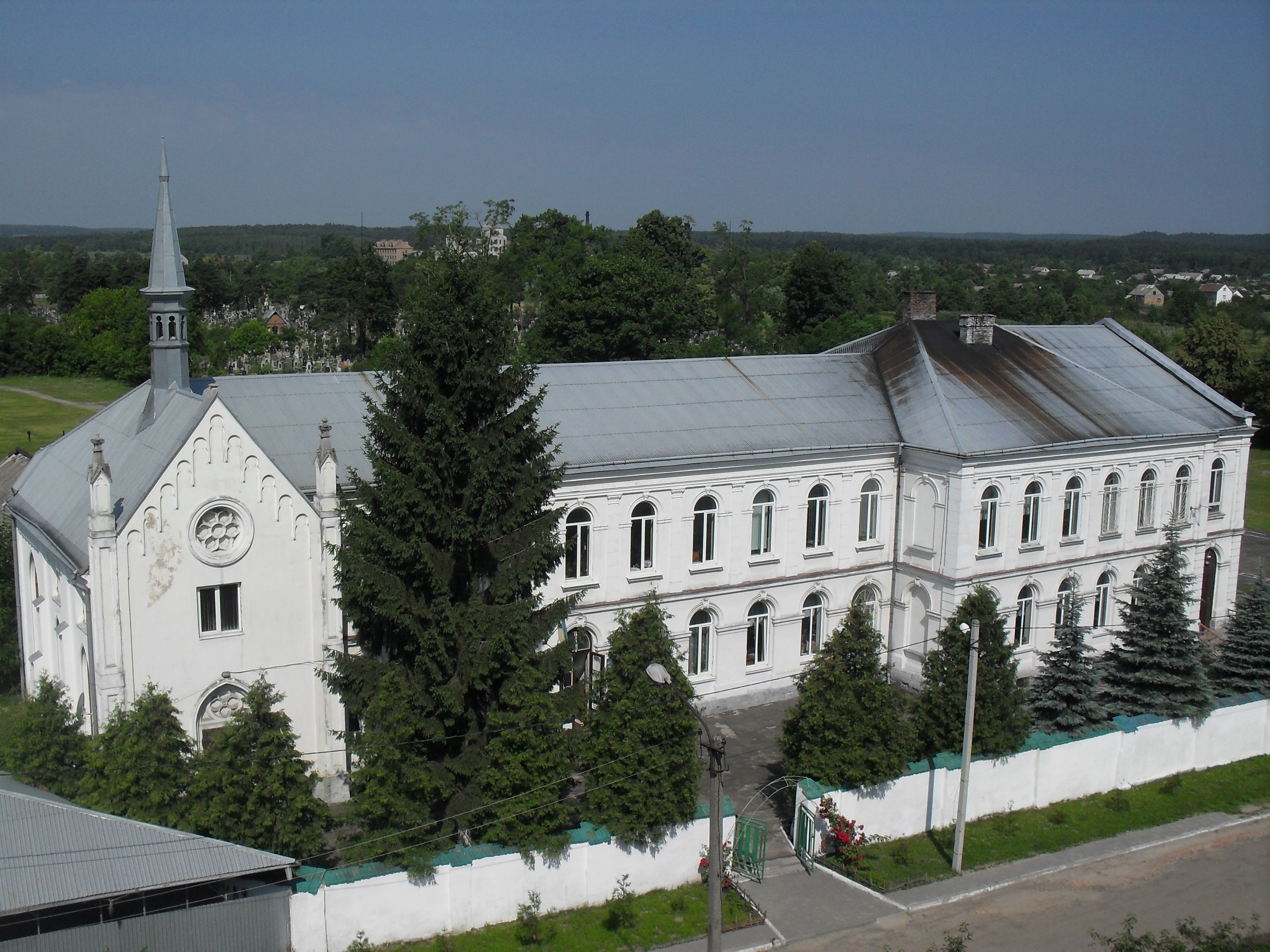
Городская гимназия

- Приходской костёл Святого Иосифа, построенный в 1700—1776.
- Монастырь ордена реформатов Святого Архангела Михаила, основанный в 1725 году.
- Униатский храм Святого Георгия, построенный в 1746 году в стиле барокко.
- Монастырь ордена доминиканок.
- Ратуша.
- Городская гимназия.
- Здание общества «Сокол».